# Star Comedy

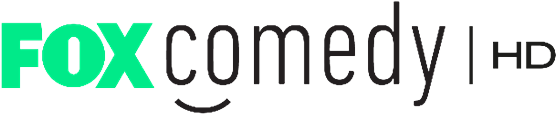
Logotipo anterior entre 2015 e 2024.

O Star Comedy (anteriormente FX e FOX Comedy) é um canal de televisão por assinatura, sendo propriedade da The Walt Disney Company.

## História
O Fox Comedy foi criado em Itália a par com o Fox Animation a 1 de novembro de 2014 em HD para substituir Fox +2 e Fox Life +2.
Na Polónia, o Fox Comedy substituiu Fox Life a 16 de janeiro de 2015.
A 18 de novembro de 2015, o canal português FX mudou a sua designação para Fox Comedy e passou a dedicar-se exclusivamente a filmes e séries de cariz humorístico.
O Fox Comedy e o Fox Animation foram extintos na Itália a 1 de outubro de 2019, porque a Sky não renovou os contratos desses canais, nem dos canais Disney XD, Nat Geo People e Disney In English.

### Em Portugal
O canal FX foi inicialmente lançado em Portugal exclusivamente na ZON TV Cabo a 26 de Setembro de 2007 juntamente com a Fox Crime no seu pacote Funtastic Life cabo e satélite. Posteriormente foi sendo integrado noutros operadores, a 1 de Outubro de 2009 foi a vez da Meo e desde 21 de Janeiro de 2010 está disponível na posição 53 da Optimus Clix.
Como FX, assumiu-se como um canal alternativo, único e sofisticado exibindo séries de "culto". Uma das suas séries mais importantes é Dexter, que foi a cara do canal no seu lançamento. Outras séries foram lançadas pela primeira vez em Portugal como é o caso de Eureka, Psych e A Irmandade. Séries para o público mais crescido e algumas séries como Deadwood, O Meu Nome É Earl e Sete Palmos de Terra foram transferidas do canal Fox.
A partir de 3 de Fevereiro de 2014, juntamente com novo grafismo, o FX começou a emitir 24h por dia, em 16:9 e em HD.
A 18 de novembro de 2015, o canal FX mudou a sua designação para Fox Comedy e passou a dedicar-se exclusivamente a filmes e séries de cariz humorístico. A 7 de fevereiro de 2024, o canal Fox Comedy vai mudar a sua designação para Star Comedy, juntamente com os outros canais Fox para canais Star.

## Logotipo

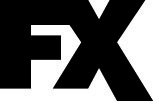
Logotipo do FX de 26 de setembro de 2007 a 2012.
Logotipo do FX de 2012 a 18 de novembro de 2015.
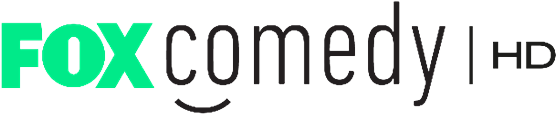
Logotipo como FOX Comedy (2015-2024)